# Bürgerschützenhof

Das 1836 erbaute Gebäude des Bürgerschützenhofes

Der Bürgerschützenhof war eine Schießbahn in Lübeck.

## Lage
Der Bürgerschützenhof befand sich an der Fackenburger Allee an der Stelle, an der die Straße heute über die Gleisanlagen des Hauptbahnhofs hinwegführt. Seine Adresse war seit Einführung der Lübecker Hausnummern von 1884 Fackenburger Allee 5.

## Geschichte
Nach der mittelalterlichen Wehrverfassung Lübecks waren die männlichen Inhaber des Bürgerrechts zur Stadtverteidigung verpflichtet und mussten sich dementsprechend regelmäßig im Waffengebrauch üben. Mit dem Aufkommen von Feuerwaffen wurden auch Schießübungen obligatorisch. Verantwortlich für die Schießausbildung war die Schützengesellschaft, die zugleich städtische Organisation und private Vereinigung war. Unter ihrer Aufsicht übten sich die Bürger, streng nach Ämtern getrennt, alle vierzehn Tage im Scheibenschießen.
Der Schießstand der Schützengesellschaft befand sich ursprünglich an der Marlesgrube. 1558 wurde die Anlage auf ein Gelände außerhalb der Stadt vor dem Holstentor verlegt und somit der Bürgerschützenhof eingerichtet. Hier fanden fortan die verpflichtenden Schießübungen der Ämter ebenso statt wie seit 1567 das jährliche Vogelschießen, das einen volksfestartigen Charakter hatte und bei dem es darum ging, einen großen hölzernen Vogel – den sogenannten Papagoyen – von einem hohen Mast hinabzuschießen, um einen Preis zu erringen.
Das erste Gebäude des Bürgerschützenhofes war ein schlichter Schuppen, der 1591 durch ein massives Haus ersetzt wurde, das 1596 und 1650 Anbauten erhielt. Zusätzlich entstand eine Reihe kleinerer Nebengebäude. 1793 wurde ein neuer zweistöckiger Bürgerschützenhof errichtet.
Seit mindestens dem ausgehenden 16. Jahrhundert gab es den Narren des Bürgerschützenhofes.
Über die Jahrhunderte richteten mehrere Ämter ihre eigenen Schießbahnen an anderen Orten ein, so dass der Bürgerschützenhof nicht mehr seinen ursprünglichen Zweck erfüllte, Übungsplatz für alle Bürger zu sein. Den Anforderungen der Lübecker Bürgergarde, die ab 1814 existierte und die althergebrachte Organisation der militärischen Übungen nach Ämtern nicht übernommen hatte, genügte der Bürgerschützenhof auch nicht mehr; sie hielt ihre Waffenübungen am Burgfeld ab. Das Scheibenschießen auf dem Gelände nahm den Charakter privater Schützenfeste der einzelnen Zünfte an, die weiterhin strikt getrennt ihre Schießwettbewerbe durchführten.
1836 wurde nochmals ein neues zweistöckiges Hauptgebäude im schlichten Stil des  biedermeierlichen Klassizismus errichtet. Durch das erste allgemeine Scheibenschießen, das 1848 auf dem Bürgerschützenhof stattfand und das ausdrücklich allen Teilnehmern unabhängig von ihrer Berufszugehörigkeit offenstand, verlor das Schützenwesen alter Prägung weiter an Bedeutung.
Mit der Einführung der Gewerbefreiheit in Lübeck im Jahre 1867 wurden die Ämter aufgelöst; das aus dem 16. Jahrhundert stammende Schützenwesen hörte damit zu bestehen auf, der Bürgerschützenhof verlor seine Funktion. Das Gebäude wurde von einem Privatmann angemietet und fortan als Gastwirtschaft betrieben.
1903 wurde zu Beginn der Bauarbeiten für den neuen Lübecker Hauptbahnhof der Bürgerschützenhof abgerissen. Das gesamte zugehörige Gelände fiel den umfangreichen Erdarbeiten zum Opfer und ist heute nicht mehr auszumachen, da es komplett mit Gleisanlagen überformt wurde.